# Alim Alijew

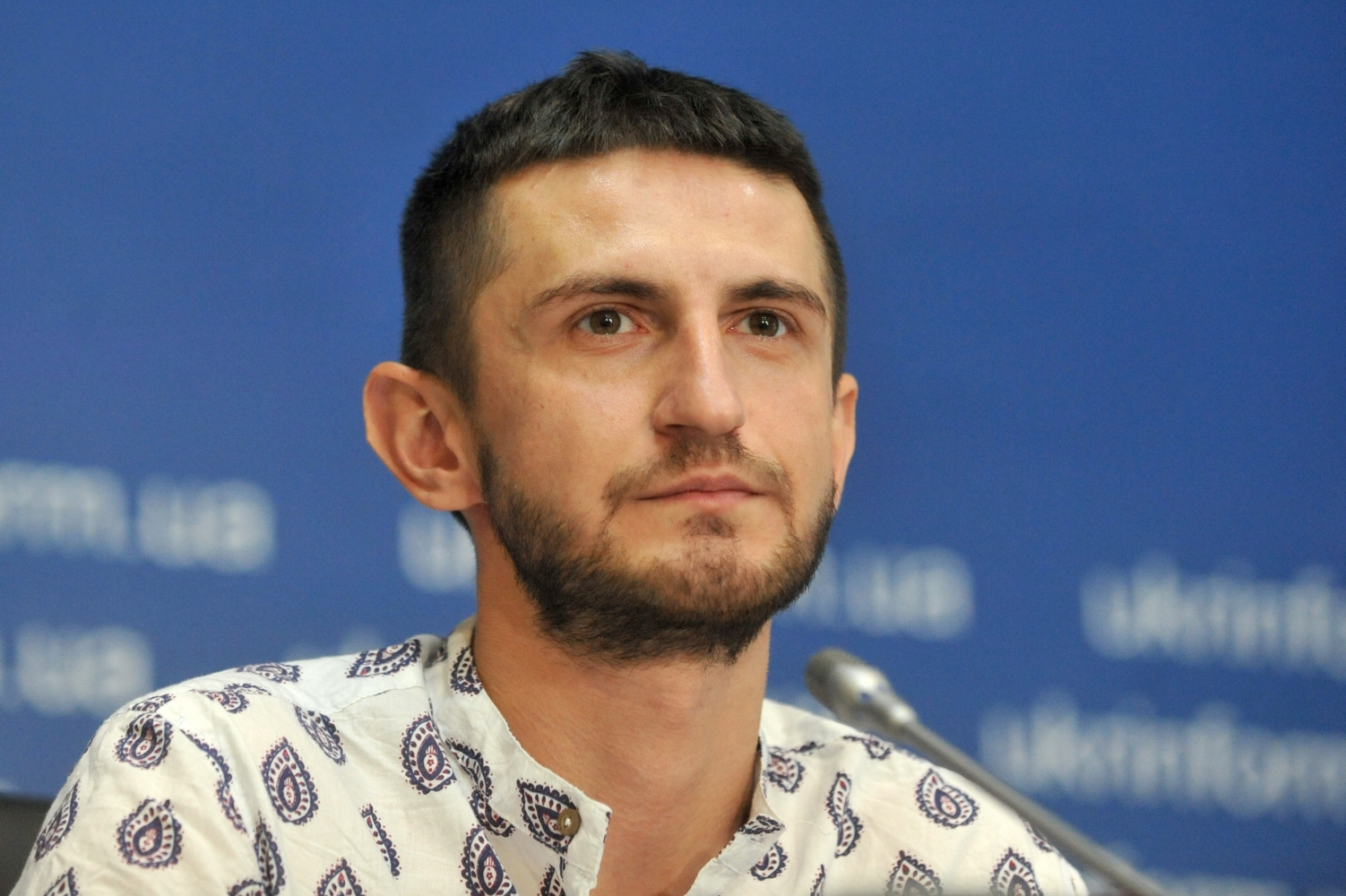
Alim Alijew

Alim Nurijowytsch Alijew (ukrainisch Алім Нурійович Алієв, wiss. Transliteration Alim Aliev, * 2. August 1988 in Chirchiq) ist ein ukrainischer Journalist, Menschenrechtsaktivist und Kulturmanager. Er ist stellvertretender Generaldirektor des Ukrainischen Instituts. Er gehört zum Leitungsrat des ukrainischen PEN-Clubs. 2014 gehörte er zu den Mitgründern der Bürgerinitiativen „KrymSOS“ und des „Krim-Hauses“.

## Biografie
Alim Alijew wurde am 2. August 1988 in der usbekischen Stadt Chirchiq in einer vertriebenen krimtatarischen Familie geboren. Ein Jahr später kehrte die Familie wie die Mehrheit der Krimtataren zurück auf die Krim. 2005 schrieb er sich in der Nationalen Taurischen Wernadskyj-Universität ein und erhielt hier später den Grad eines Magisters der Politikwissenschaft. Später besuchte er erfolgreich einen Sommerkurs der diplomatischen Schule des Außenministeriums der Tschechischen Republik. 2014 schlossen sich Qualifikation des Programms „Open World“ und 2019 des Seminars „Verantwortungsvolle Leitung“ des Aspen Instituts in der Ukraine an.

## Wirken
Von 2006 bis 2010 schrieb Alijew für die Krim-Zeitung „Avdet“. Einer seiner Artikel widmete sich den 20 einflussreichsten Krimtataren.
Von 2008 bis 2016 war er Analyst und Medienberater in der Expertenfirma „pro.mova“ und sammelte große Erfahrung. 
Am 27. Februar 2014 gründete er gemeinsam mit Tamila Taschewa und Sewhil Mussajewa die Bürgerinitiative KrymSOS.
Ende 2014 wurde er Mitgründer des „Krim-Hauses in Lwiw“, dessen Vorgänger „Tage der krimtatarischen Kultur in Lwiw“ er bereits initiiert hatte.
Im Juli 2019 initiierte er die Gründung des digitalen Museums zur Deportation der Krimtataren „Tamırlar“.
Vom August 2017 bis August 2020 war er Programmdirektor des „Krim-Hauses“
Seit August 2020 ist er stellvertretender Generaldirektor des Ukrainischen Instituts.
Er ist nicht nur Mitglied des ukrainischen PEN-Clubs, sondern gehört auch zu seinem Leitungsgremium. 
Immer wieder ist er fürsprechend vor dem Europarat, dem Europäischen Parlament, der OSZE, dem UN-Sicherheitsrat und weiteren politisches Institutionen der Europäischen Union und der USA zur Lage auf der Krim aufgetreten. 

## Literarisches Wirken
2018 wurde er Initiator des Literaturwettbewerbs „Krim-Feigen“ und des gleichnamigen Festivals. In den darauffolgenden Jahren wirkte er als Kurator der Krim-Plattformen auf den verschiedenen ukrainischen Literaturveranstaltungen: dem Kiewer Buch-Arsenal, dem Book Forum Lviv und dem Lviv Media Forum. Er ist Co-Autor einer Biografie über den krimtatarischen Menschenrechtler Mustafa Dschemiljew und gemeinsam mit Anastasija Lewkowa Mitherausgeber von vier Anthologien „Krim-Feigen“.

## Veröffentlichungen

### Buchveröffentlichungen
- (gemeinsam mit Sewhil Mussaewa), Mustafa Dschemiljew: Nichtbrechbar (Мустафа Джемілєв. Незламний). Vivat, Charkiw 2017. ISBN 978-617-690-725-1.
- (gemeinsam mit Anastasija Lewkowa) (Hrsg.), Krim-Feigen (Кримський інжир / Qirim inciri). Vydavnyctvo Staroho Leva, Lwiw 2019. ISBN 978-617-679-693-0.
- (gemeinsam mit Anastasija Lewkowa) (Hrsg.), Krim-Feigen. Demirdschi (Кримський інжир. Демірджі / Qirim inciri. Demirci). Vydavnyctvo Staroho Leva, Lwiw 2020. ISBN 978-617-679-819-4.
- (gemeinsam mit Anastasija Lewkowa) (Hrsg.), Krim-Feigen. Bergwiese. (Кримський інжир. Чаїр / Qirim inciri. Çayır). Vydavnyctvo Staroho Leva, Lwiw 2021. ISBN 978-617-679-950-4.
- (gemeinsam mit Anastasija Lewkowa) (Hrsg.), Krim-Feigen. Kurash (Кримський інжир. Куреш / Qirim inciri. Küreş). Vydavnyctvo Staroho Leva, Lwiw 2023. ISBN 978-966-448-194-3.

### Artikel (Auswahl)
- Alim Alijew, in: Marjana Sawka (Hrsg.), To je Lwiw. Kolekcija miskych istorij. Lwiw 2017, 206–213.
- Ukraine and Crimean Tatars, in: Volodymyr Yermolenko (Hrsg.), Ukraine in Histories and Stories: Essays by ukrainian intellectuals. Ibidem, Stuttgart 2020 (Ukrainian Voices; 4), S. 195–206.
- Krimtataren: Besetzte Heimat, in: ukraine verstehen, 18. Mai 2022
- Die Geschichte mit den Krimtataren (übersetzt von Christian Weise), in: Frankfurter Allgemeine Zeitung 93 (20. April 2024), Z 1–Z 2.

Artikel Alijews erschienen unter anderem in den Zeitungen, Zeitschriften und auf den Medienplattformen Avdet, Ji, Novoe vremja, ukraineverstehen und Ukrajinska Prawda.

### Interview
- Taras Prokopyschyn / Maksym Balandjuch, Alim Aliev. Gespräch mit dem Bürgeraktivisten und Mitbegründer der Initiative „KrymSOS“ (ukr.), in: The Ukrainians 2. Oktober 2014

| Personendaten    | Personendaten                                                               |
| ---------------- | --------------------------------------------------------------------------- |
| NAME             | Alijew, Alim                                                                |
| ALTERNATIVNAMEN  | Alijew, Alim Nurijowytsch; Алієв, Алім Нурійович (ukrainisch); Aliev, Alima |
| KURZBESCHREIBUNG | ukrainischer Journalist, Menschenrechtler und Kulturmanager                 |
| GEBURTSDATUM     | 2. August 1988                                                              |
| GEBURTSORT       | Chirchiq, Usbekische SSR                                                    |